# 鳳啓助
鳳 啓助（おおとり けいすけ、本名：小田 啓三、1923年〈大正12年〉3月16日 - 1994年〈平成6年〉8月8日）は、日本の俳優・漫才師。大阪府大阪市出身。

## 来歴・人物
父は剣戟俳優の梅林良雄。
3歳の時に祖父の劇団で子役デビュー。
1956年に自ら座付き作家を務めた「瀬川信子一座」の一員だった京唄子と出逢い、漫才コンビ「唄子・啓助」を結成。
お馴染みの挨拶である「エーッ、鳳啓助でございます」をはじめ、「ポテチン」「あら、言いそこ間違いよ」「君のことは忘れようにも思いだせない」などのギャグで人気を博す。
その後、唄子と結婚するが、1964年に離婚。コンビとしての活動は続けて「唄啓劇団」を旗揚げした。
2度の結婚を経て「志織慶太」の名で脚本家としても活動。
俳優としても多数の映画に出演。
『唄子・啓助のおもろい夫婦』の司会や『お笑いスター誕生!!』に審査員としても出演（特に『おもろい夫婦』では唄子との丁々発止の言葉のやり取りが番組の名物となった）。
1994年8月8日、上顎洞癌のリンパ節転移により死去。71歳没。1991年にがんが見つかり、医師から手術を勧められるが「顔を切らないと手術が出来ない」との説明に対して、「顔は芸人の看板」と主張し、民間療法、自然療法などに頼り、一切の延命治療を拒否した。

## 受賞
- 1980年第9回上方お笑い大賞秋田實賞受賞（志織慶太として）

## 出演

### 映画
- めくら狼（1963年）
- 間諜（1964年）
- 博徒対テキ屋（1964年）
- 続 浪曲子守唄（1967年） - お福の夫
- 幕末てなもんや大騒動（1967年）
- 座頭市牢破り（1967年）
- 若親分を消せ（1967年）
- 女賭博師みだれ壷（1968年）
- 女賭博師絶縁状（1968年）
- 悪名十八番（1968年）
- 女賭博師尼寺開帳（1968年）
- 河内フーテン族（1968年）
- 逆転旅行（1969年）
- あなた好みの（1969年）
- 不良番長 どぶ鼠作戦（1969年）
- 用心棒兇状旅（1969年）
- 喜劇 女もつらいわ（1970年）
- 裸でだっこ（1970年）
- 人斬り観音唄（1970年）
- コント55号 水前寺清子の大勝負 (1970年) -教祖
- ハレンチ学園 タックルキッスの巻（1970年）
- 緋牡丹博徒 お竜参上（1970年）
- トルコ風呂王将戦（1971年）
- 不良番長 一網打尽 (1972年) -声楽家
- 徳川セックス禁止令 色情大名（1972年）
- 喜劇 男の子守唄（1972年）
- 女番長ゲリラ（1972年）
- 女の泣きどころ（1975年）
- トラック野郎・天下御免（1976年）
- マンザイ太閤記（1981年）
- ダンプ渡り鳥（1981年）
- じゃりン子チエ（1981年）
- ゴキブリたちの黄昏（1987年）

### テレビ
- てなもんや三度笠（1962年 - 1968年、ABC）
- 素浪人 月影兵庫 第2シリーズ 第102話「大口たたいて抜けていた」（1968年、NET） - 平助
- 唄子・啓助のおもろい夫婦（1969年 - 1985年、CX） - 司会
- おれは男だ!（1971年 - 1972年、NTV） - 神戸啓太 ※第25話から。
- 日本沈没（1974年 - 1975年、TBS）
- けんか安兵衛（1975年、KTV）
- 唄子啓助の人生双六（読売テレビ、1977年4月16日 - ）
- 唄子・啓助のごめんやす（読売テレビ、1977年11月26日 - ）
- 飛べ!孫悟空 その十三「火炎山の怪」（1978年、TBS）
- 柳生一族の陰謀 第28話「闇に光る眼」（1979年、KTV） - 小助
- 水戸黄門 (TBS)
  - 第12部 第18話「天下一品喧嘩そうめん -龍野-」（1981年12月28日） - 才助
  - 第13部 第6話「おん宿割鍋にとじ蓋 -島田-」（1982年11月22日） - 才助
- 新・なにわの源蔵事件帳 最終話「大浪花似顔活人形」（1984年、NHK）
- 若大将天下ご免! 第26話「浮かれ芸者の泣き踊り!」（1987年、ANB） - 今朝三
- 紳助・ケントの世界がお呼びです! (TBS)               1988年9月11日

### ラジオ
- 唄啓のこれは得だすお聞きやす（CBCラジオ）

### CM
- 陶陶酒（1970年代）
- JR東海（1990年代）※啓助単独

## 書籍
- 「鳳啓助のポテチン闘病記」（鳳ハマ子※最後の夫人…姓はペンネーム、毎日新聞社）

## レコード
- 「ポテチンワルツ」
- 「大阪ごころ」

## エピソード

### 漫才について
1956年京唄子とコンビを結成。女性上位のしゃべくり漫才で、唄子が啓助に「このエロガッパ!」とツッコミを入れるのと、啓助が唄子に「わー大きな口に吸い込まれるぅ」と言って体を唄子に寄せる定番ギャグがあった。ネタはすべて啓助が作り、唄子は啓助の演出に従っていた。
所属事務所は当初上方芸能であり、うめだ花月や角座に出演していたが、のちに千土地興行に移籍して千日劇場を本拠とし、同劇場での舞台中継（読売テレビ）も放送された。1966年娯楽観光に移籍して事実上フリーになり、東京でも活動するようになる。
1970年に唄啓劇団を旗揚げして俳優活動に軸足を移し、以降は漫才活動を控えていたが、啓助の死まで正式な解散宣言はしていなかった。

### その他
- 田渕岩夫や太平シローが物真似する。スネークマンショーの音楽アルバム『スネークマン・ショー』収録曲「咲坂と桃内のごきげんいかがワン・ツゥ・スリー」では、曲中で畠山桃内こと伊武雅刀が物真似を披露している。
- ABCテレビ「探偵!ナイトスクープ」で『ホーミーを極めたい』（探偵：北野誠）という依頼があった際、ホーミーの発声法が鳳啓助の発声法に近いとされ、「鳳啓助は日本のホーミーの第一人者」と言われたこともあり、実際に本人も出演している（DVD Vol.8〜大阪弁講座編に収録）。

## 弟子

### 直弟子
- 鳳キング・ダイヤ（漫才）
- 鳳らん太・ゆう太（らん太は現在猿まわしで活躍中。ゆう太は1975年に失踪）
- 鳳みい子（ゆう太失踪後にらん太が組んだ相手）
- 鳳キング・ポーカー（キングは後にトリプルパンチを結成。）
- 桃山こうた（漫談）

### 孫弟子
- 峯山ゆり（らん太の弟子）

他